# Давиденко Ігор Святославович
Давиденко Ігор Святославович (нар. 12 грудня 1964, м. Сокиряни Чернівецької області) — лікар-патологоанатом, доктор медичних наук (2006), професор (2007).

## Трудова діяльність
Закінчив Чернівецький медичний інститут (1988), де й працює від 1992 (нині Буковин. мед. ун-т): від 2002 — зав. каф. патол. анатомії та судової медицини; 1988–89 — у Сумському обл. патол.-анатом. бюро; від 1989 — в Ін-ті мед.-екол. проблем (Чернівці): 1992–96 — зав. лаб. морфол. досліджень.

## Наукова діяльність
Основний напрям наукових досліджень — патологія репродукції людини.

### Праці
- Експресія CD11c в структурах плаценти при залізодефіцитній анемії вагітних // БМВ. 2004. Т. 8, № 3–4;
- Використання теорії інформації для оцінки структурної організації різних типів хоріальних ворсин плаценти при фізіологічній вагітності // ВМ. 2005. № 1(11);
- Морфологічна характеристика структур матково-плацентарної ділянки в різні терміни гестації при залізодефіцитній анемії у вагітних // Клін. та експерим. патологія. 2005. Т. 4, № 3;
- Проліферативна активність цитотрофобласта в хоріальних ворсинах при залізодефіцитній анемії вагітних у термін гестації 5–27 тижнів // Запоріз. мед. журн. 2006. № 1.